# Lilian Maus
Lilian Maus (Salvador, 1983) é uma artista visual e professora do Instituto de Artes da UFRGS, que reside entre Porto Alegre e Osório, no Rio Grande do Sul. A artista participa de ações de residência e expõe no Brasil e exterior desde 2005, explorando em suas obras diferentes linguagens incluindo escultura, instalação, audiovisual, fotografia, desenho e pinturas que, entre outros temas, envolvem uma investigação sobre a fenomenologia da paisagem e ações coletivas que busquem uma relação entre arte, ciência e educação, valorizando o patrimônio cultural e paisagístico. 

## Biografia
Lilian realizou toda a sua trajetória acadêmica na UFRGS, da graduação ao doutorado. Ela se formou em 2005 como Bacharel em Artes Plásticas: Desenho em 2009 no curso de Licenciatura em Artes Visuais. Também conquistou o título de mestre em 2010, no curso História,Teoria e Crítica de Arte e doutorado em 2016 em Poéticas Visuais. Atuou como gestora do Atelier Subterrânea (2006-2015), espaço independente em Porto Alegre.Como pesquisadora, organizou publicações, destacando-se o livro de artista Estudos sobre a terra (2017).
Lilian tem diversos prêmios na sua área, dentre eles estão prêmios da Funarte e o Prêmio Açorianos, bem como da Secretaria Municipal da Cultura do Rio Grande do Sul e Pernambuco.
Em 2022, passou a coordenar o Programa de Extensão, Histórias e Práticas Artísticas do Departamento de Artes Visuais do Instituto de Artes da UFRGS junto da professora Camila Schenkel.

## Obra
No projeto Linhas Cruzadas (2021) a artista buscou explorar as raízes da região, desenvolvendo seu trabalho durante a Residência Artística Casco (financiada pela Lei Aldir Blanc), contando com a colaboração da comunidade de Osório e Distrito de Passinhos para realizar o conjunto de obras que conta com produções em audiovisual, fotografia e pintura. As obras têm por intenção relacionar mitos e relatos históricos dessas paisagens naturais e perpassadas por trilhos, linhas telefônicas, embarcações, rodovias, estabelecendo redes de conexão entre pessoas, tecnologias e outras linguagens de comunicação. Além de trazer em sua poética às lendas a cerca da região e seu desenvolvimento, há também no projeto um objetivo de envolver o público de forma sensível e chamar atenção para a região e sua questão ambiental. O projeto foi exposto em 2021 na Fundação Força e Luz em Porto Alegre.
A artista também trabalhou o imaginário da cidade de Osório no trabalho Navegação Interior (2017-2020) que apresenta obras em fotografia, aquarela e produção audiovisual. Lilian conta que “na companhia do Biguá, apelido atribuído pelos colegas de profissão ao pescador José Ricardo de Queirós, aventurei-me nas águas do município de Osório, no Litoral Norte do Rio Grande do Sul, onde tenho meu ateliê cercado por 23 lagoas. No começo de tudo, havia uma artista-viajante cujo desejo era sair à caça de imagens, histórias e lendas para desvelar, se bem sucedida fosse, os mistérios dessa paisagem estranhamente familiar.”

## Prêmios

### 2011
- Prêmio Açorianos, Secretaria Municipal da Cultura de Porto Alegre, Destaque: Espaço Institucional (Atelier Subterrânea);[8]

### 2012
- Prêmio Rede Nacional Funarte Artes Visuais 2012 – Projeto Vetor;[2]

### 2013
- Prêmio Funarte Mulheres nas Artes Visuais 2013. Projeto Atelier como espaço de conversa;[9]

### 2018
- Prêmio Açorianos de Artes Visuais, Secretaria Municipal da Cultura de Porto Alegre, Destaque em Exposição Coletiva: Salta d’água: dimensões críticas da paisagem, curadoria Diego Hasse e Eduardo Veras;[3]

## Publicações

### 2012
- Organização e introdução de Onde o desenho germina (Ed. Panorama Crítico, Porto Alegre);[10]

### 2017
- Estudos sobre a terra, editora Azulejo, Porto Alegre;[1]